# Santa Maria "Rainha do Mundo" na Torre Spaccata (título cardinalício)
Santa Maria "Rainha do Mundo" na Torre Spaccata (em latim: Sanctæ Mariæ Reginæ Mundi in loco “Torre Spaccata”) é um título cardinalício instituído em 28 de junho de 1988 pelo Papa João Paulo II.

## Titulares protetores
- Simon Ignatius Pimenta (1988-2013)
- Orlando Beltran Quevedo (desde 2014)